# Kéniéba
Kéniéba is een gemeente (commune) in de regio Kayes in Mali. De gemeente telt 35.700 inwoners (2009).
De gemeente bestaat uit de volgende plaatsen:
- Bassia
- Dioulafoudou
- Fadougou
- Gato
- Goléa
- Gouloudji
- Guédo
- Kénièba
- Kéniédinto
- Kéréko
- Kolomba
- Koudian-Mahina
- Koundji-Kéniéto
- Koutila
- Linguékoto 1
- Madinading
- Mahinamine
- Manakoto
- Mogoyafara
- Moussala
- Naréna
- Sanougou
- Sansanto
- Satadougou
- Selou
- Sitakoto-Dindéra
- Tintikabané